# Chiesa di San Giorgio (Siena)

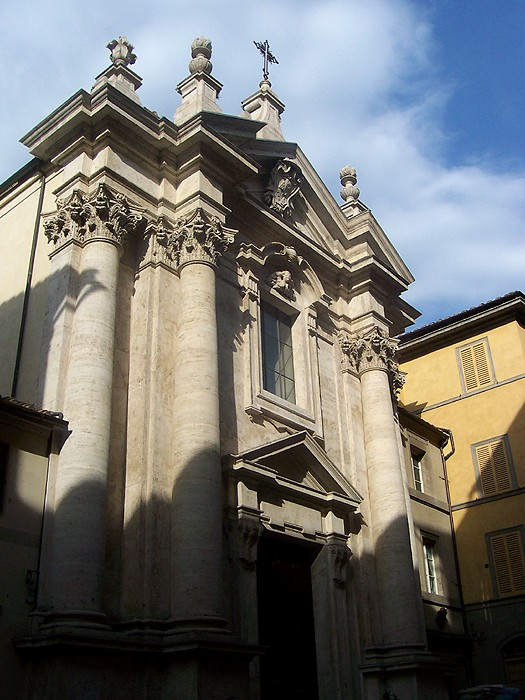
la facciata

La chiesa di San Giorgio è una chiesa di Siena, situata in via di Pantaneto.

## Storia
La chiesa fu edificata su una struttura precedente, del 1081 e intitolata a San Giorgio, in ringraziamento per la vittoria conseguita dai Senesi nella celebre battaglia di Montaperti (4 settembre 1260), durante la quale le forze ghibelline invocarono il santo prima di attaccare i guelfi fiorentini. Nel 1586 la chiesa di San Giorgio ospitò la Congregazione dei Sacri Chiodi, fondata dal venerabile senese Matteo Guerra; la Congregazione era formata da laici e sacerdoti secolari e modellata secondo lo spirito dell'Oratorio di San Filippo Neri: aveva come scopo la disciplina penitenziale dei suoi membri, la predicazione e la formazione teologica del clero. La Congregazione dei Sacri Chiodi sopravvisse in San Giorgio fino al 1666, allorquando il papa senese Alessandro VII la soppresse e concesse la chiesa di San Giorgio e le sue pertinenze al Seminario Arcivescovile senese, che qui ebbe la sua sede per quasi due secoli prima di essere trasferito nell'antico convento di San Francesco. La presenza del Seminario fu all'origine delle numerose committenze artistiche dei prelati di Casa Chigi-Zondadari, discendenti di Alessandro VII.
L'aspetto attuale si deve all'architetto ticinese Gian Pietro Cremona di Arosio (Alto Malcantone), che la rimodernò tra il 1731 e il 1738.
Il campanile gotico, che a differenza della chiesa non fu ricostruito nel Settecento, è caratterizzato da 38 finestrelle che si aprono lungo i suoi quattro lati, che rimandano al numero delle Compagnie Militari senesi che presero parte alla battaglia del 1260. È visibile dal cortile della casa al n.1 della strada.

## Descrizione

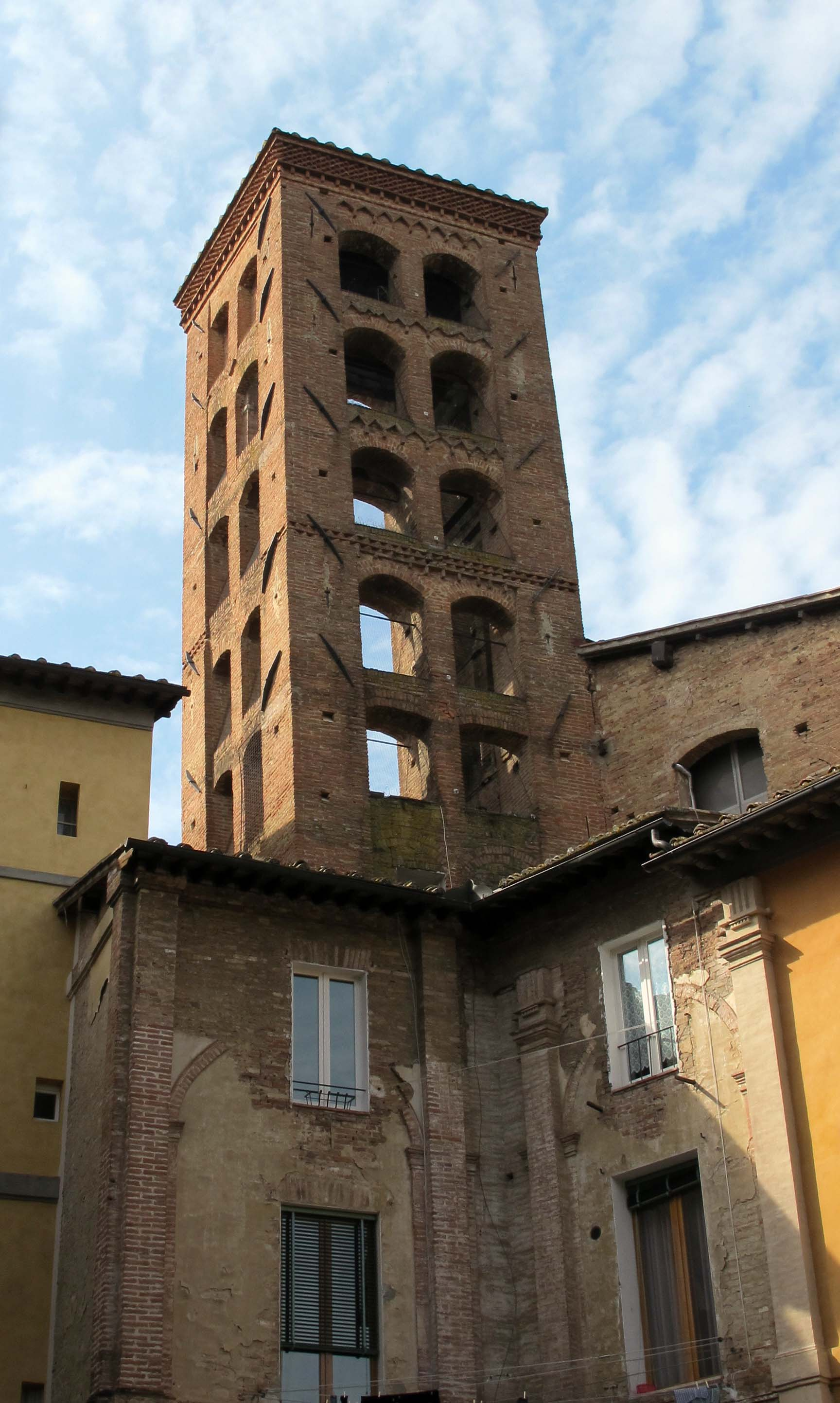
Il campanile gotico

La facciata è caratterizzata da due colonne di ordine gigante e dallo stemma del cardinale Antonio Felice Zondadari senior, promotore del rifacimento.
All'interno, in controfacciata, spicca il policromo monumento funebre al pittore Francesco Vanni, realizzato dai figli nel 1656, anche se il pittore era morto in realtà nel 1610. La particolare tecnica di colorazione del marmo rimase segreta.
I dipinti più interessanti sono: l'Incontro sulla via del Calvario di Raffaello Vanni (XVII secolo), la Crocifissione con padre Matteo Guerra di Francesco Vanni (1601-1602 circa) e la tela dell'altare principale raffigurante San Giorgio e il drago di Sebastiano Conca (XVIII secolo).
Nel transetto si trovano i monumenti funebri di due esponenti della famiglia Zondadari, precisamente il cardinale Antonio Felice Zondadari senior (transetto sinistro) e l'arcivescovo di Siena Alessandro Zondadari (transetto destro), morti rispettivamente nel 1737 e 1745. Entrambe le opere furono realizzate in marmo nel 1748 da Francesco Janssens. Altre rilevanti opere risalenti al Settecento sono i dipinti di Niccolò Franchini e del fiorentino Vincenzo Meucci.